# George Wilbur Peck

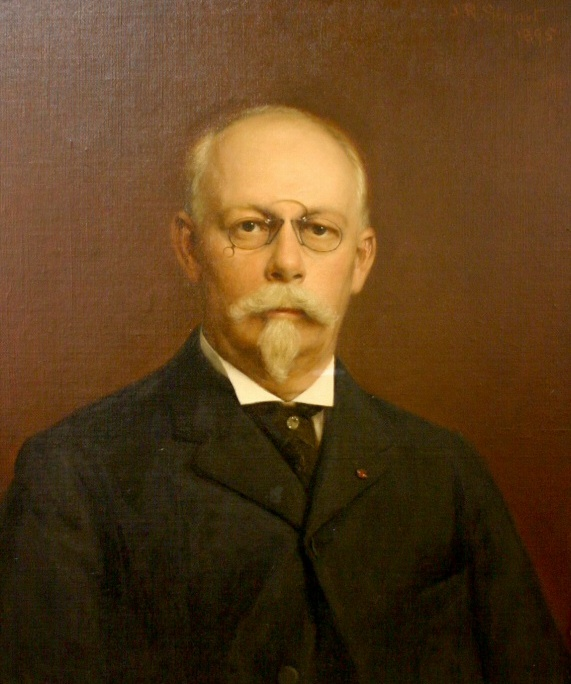
George Wilbur Peck

George Wilbur Peck, född 28 september 1840 i Henderson, New York, död 16 april 1916 i Milwaukee, Wisconsin, var en amerikansk demokratisk politiker och författare. Han var guvernör i delstaten Wisconsin 1891-1895.
Pecks familj flyttade 1843 till Wisconsinterritoriet. Han var verksam som publicist i Wisconsin. Han grundade 1874 tidningen The Sun i La Crosse. Fyra år senare flyttades redaktionen till Milwaukee och namnet ändrades till Peck's Sun. Peck tjänstgjorde 1890 som borgmästare i Milwaukee.
Peck besegrade ämbetsinnehavaren William D. Hoard i guvernörsvalet i Wisconsin 1890. Han kandiderade 1892 till omval och vann mot republikanen John Coit Spooner. Peck bestämde sig för att kandidera en tredje gång men förlorade 1894 mot utmanaren William H. Upham. Peck utmanade Robert M. La Follette i guvernörsvalet 1904 utan framgång.
Pecks grav finns på Forest Home Cemetery i Milwaukee.

## Svenska översättningar
- Tjufpojkstreck: amerikansk humor (översättning Erik Thyselius, Beijer, 1886)
- Tjufpojkstreck: amerikansk humor. Ny följd (översättning Erik Thyselius, Beijer, 1887)
- Fyratio ljugare och andra lögner: sorglustiga humoresker (Ur Peck's fun och Forty liars and other lies) (tillsammans med Bill Nye (1850-1896), anonym översättning?, Beijer, 1887)
- Solglimtar: humor och satir (Peck's sunshine) (översättning Tom Wilson, Beijer, 1888)